# Hisingsbron (1874)

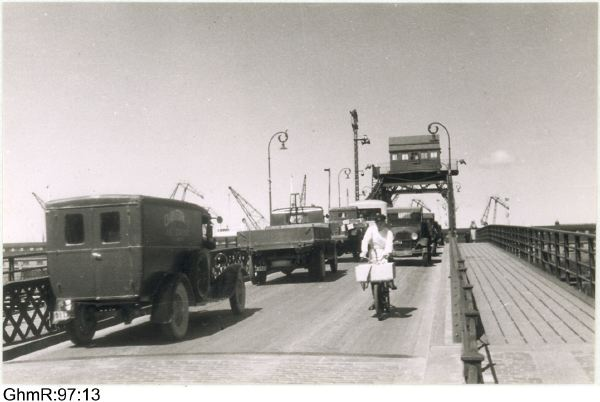
Trafik på Hisingsbron 1934.

Hisingsbron eller Kvillebäcksbron, var en  svängbro mellan Hisingen och Göteborgs centrum. Den räknas som den första broförbindelsen mellan Hisingen och fastlandet. Bron var 175 meter lång och hade en järnvikt på 140 ton. Hisingsbron var en järnkonstruktion, uppburen av 60 stycken järnpelare, och tillverkad vid Eriksbergs Mekaniska Verkstad, på uppdrag av Qvillebäckens Broaktiebolag. Hisingsbron invigdes av landshövding Albert Ehrensvärd d.ä. den 1 december 1874.
Den 4 april 1968 beslutade stadsfullmäktige att Hisingsbron skulle rivas efter att Tingstadstunneln öppnats. Bron stängdes av för gott den 20 april 1968 klockan 14.00 och rivningen av bron påbörjades två dagar senare. År 1939 invigdes Götaälvbron, som till en början också kallades Hisingsbron. År 2021 togs en ny bro, med namnet Hisingsbron, i bruk för att ersätta Götaälvbron som revs 2021/22.

## Historik
Redan Karl IX hade planer på att förbinda den stad han anlagt vid Färjestaden på Hisingen med Älvsborg genom att bygga en bro över älven. Kungen lovade också strax efter det att privilegierna för staden utfärdats, att brobygget snart skulle sättas igång. Men under den korta tid som staden fanns till — endast 8 år — blev detta aldrig verklighet.
Den som tog initiativ till en bro var organisten i Säve, riksdagsman Jöns Rundbäck. År 1874 bildades för ändamålet Qvillebäckens Bro-aktiebolag, vars styrelse bestod av ordföranden, kronofogden och riddaren L.J. Hedenskog, kassaförvaltaren, grosshandlaren C.O. Kjellberg, ingenjör C.E. Norrman, boktryckare S.A. Hedlund, hemmansägare And. Magnusson samt Jöns Rundbäck.
Major Josef Gabriel Richert fick uppdraget att konstruera bron, och platsen blev densamma där den tidigare, handdrivna färjan hade gått, invigd den 31 oktober 1849. Richert designade en svängbro med låg höjd. Vid mitten av bron fanns en vevstyrd mekanism som hanterades av två män och möjliggjorde att mittdelen av bron kunde svängas snabbt då exempelvis ångbåtar eller segelbåtar behövde passera. Brobanan var 6,25 meter bred, varav; körbanan var 3,85 meter bred samt de två gångbanorna 1,20 meter breda. Den fria bredden var 6,25 meter och vattendjupet i farleden 4,2 meter. Kostnaden för uppförandet av Hisingsbron var 208 000 kronor.
Hisingsbrons sträckning gick från det dåvarande Sankt Eriks torg på fastlandssidan, där nu Göteborgsoperan ligger. På Hisingssidan anslöt den till en rak anlagd väg över vassområdet, som senare blev Kvillegatan. När Frihamnen byggdes lades vägen om i en lång båge österut och en träviadukt över hamnområdet. Strax väster om brons landfäste på fastlandssidan, vid S:t Eriks bastion, uppfördes år 1835 en sim- och badanläggning Simskolorna av löjtnanterna Ruth och Koch samt en herr Bahrman.
Sedan bron 1911 övergått i stadens ägo för 200 000 kronor, revs den 1915-1916 och ersattes med en bredare svängbro med elektriskt svängspann och inhägnade gångbanor på båda sidorna. Kostnaden uppgick till 380 000 kronor. Brobredden ökades till 10,5 meter på brons fasta delar, och med 9,9 meter vid svängspannet. Vattendjupet i farleden ökades till 5,8 meter, och den nya järnvikten var 260 ton. Det var först vid denna ombyggnad som bron allmänt började kallas Hisingsbron. Svängspannet på den första Hisingsbron köptes av intressenter i Kungälv och fraktades på pråmar till Fästningsholmen, tänkt som bro över till Hisingen. Spannet visade sig dock vara för smalt och dåligt för projektet och parkerades i närheten av Kungälvs badhus under ett tiotal år "som ett spektakel". Det såldes sedan med stor förlust som skrot.
| ” | Hon upplyses vid mörkrets inbrott af 18 lyktor och har 14 utsprång, ett slags altaner, som gifva platser för 10 bekväma hvilsoffor. Det hela — ett storverk för våra förhållanden — är af en lätt och smidig form och företer med de långt ut i farleden utlöpande afledarne, som försetts med utkikshus, sinapor och kulörta signallyktor, en ståtlig anblick. | „ |
| Göteborg : Skisserade skildringar af Sveriges andra stad i våra dagar, jämte en återblick på dess minnen för såväl turister som hemmavarande efter tryckta och otryckta källor, [Med en karta öfver Göteborg], Albert Cederblad, D. F. Bonniers Förlagsexpedition, Göteborg 1884 s. 198 | |   |

År 1962 beslöt Göteborgs stadsfullmäktige att låta iordningställa Hisingsbron, som en reservförbindelse för motorfordonstrafik och för "stadigvarande trafik av annat slag." Anledningen var att Götaälvbron ansågs sårbar och hade för stor trafikbelastning. Till en kostnad av 580 000 kronor, utfördes dessa arbeten 1962-63. Bron hölls därefter öppen cirka 12 timmar per dygn.
Göteborgs Roddklubb låg i hörnet mot Kvillebäckskanalen, direkt öster om brofästet på Hisingssidan.
Redan på 1870-talet fanns det planer på en högbro från förlängningen av Bangatan på Stigberget, till Skatberget på Lindholmen. År 1904 föreslogs en tunnel mellan Lilla Bommen och Tingstadsvassen. När väl beslutet var fattat att gamla Hisingsbron skulle ersättas, valde man mellan bro och tunnel. Principbeslutet om en ny bro togs 1933, och de förberedande markarbetena inleddes i november 1935. Denna bro, Götaälvbron, öppnades 1939. Först 1942 blev den södra uppfarten helt färdig. Från augusti 1955 till slutet av 1958 breddades Götaälvbron till sex filer plus nya cykel- och gångbanor, till en kostnad som motsvarade hela den tidigare bron.

## Tidigare förbindelser

### Första broförbindelsen
Den allra första broförbindelsen mellan Hisingen och fastlandet var dock den pontonbro av båtar, jakter och pråmar, som stod klar den 19 juli 1678, väster om Stigberget och över till Pölsebo (ungefär Färjestaden). Först byggdes en större pråm som utrustades med 16 grova artilleripjäser samt en flottbrygga. Bron var konstruerad och byggd av chefen för Göteborgs fortifikationer, generalkvartermästarlöjtnant David Lyding (adlad Lydinghielm 1678). Fler än 7 000 man under befäl av överbefälhavaren i västra Sverige, riksamiralen Gustaf Otto Stenbock marscherade då över och drev framgångsrikt bort den danske ståthållaren i Norge, Ulrik Fredrik Gyldenlöwe, som från Ramberget lät kasta in bomber över Göteborg. Hur detta skedde framgår av en samtida tryckt berättelse: "...och emedan Gen. Leut. Greff Wittenberg jämväl medh en Succurs aff 1000. Hästar ifrån Kongl. Maijitz Armeé ankom/så at wår Armeé kom til at bestå aff 11 Battalioner til Foot och 20 Esquadroner til Häst/höltz strax den 17. Julij Krijgzråd och delibererades om Öfwergången åth Hisingen til Fienden/hwiIket Natten emellan den 18. och 19. Julij skulle värckställas/blifwandes der til alle Troupper uti Battaille stälte/til hwilken ända den 18. mot Aff tonen den af General Qwartermästare Leut. Lijding förfärdigade Bron på Båtar affördes/dheslijkes några Pråmar och Flåttar/så och 10 å 12 Jachter härifrån Hampnen afginge."

### Färjeförbindelse
Tidigare hade transporterna över älven skett med en, med handkraft vevad färja mellan S:t Eriks hörn vid Lilla Bommen och Kvillebäcken på Hisingen. Denna färjeförbindelse invigdes den 31 oktober 1849, och ersatte i sin tur en roddfärja mellan Klippan och Färjenäs på Hisingen. Kring år 1860 beräknade man att cirka 200 personer och 100 hästar dagligen fraktades över med Kvillefärjan. Intäkterna för färjetrafiken uppgick då till cirka 20 000 riksdaler silvermynt per år, varav hisingsbönderna stod för tre fjärdedelar. Under de sista åren med Kvilletrafiken satte man in en liten ångbåt som bogserade färjan, vilket medförde tätare turer. Intäkterna för den första månaden (december 1874) av Hisingsbrons tillkomst, uppgick till 3 000 kronor. En betydande del av den summan erlades av gångtrafikanter. För att nyttja bron fick man fram till 1911 betala broavgift, exempelvis en bättre, större vagn efter tre hästar kostade 20 öre och en arbets- eller bondkärra kostade 3 öre. En person fick betala 3 öre och varje häst eller nötkreatur kostade 6 öre.
Åren 1830-1920 fanns en handdragen färjelinje mellan Fredrikshamn (tidigare Dyngeviksängen) i Backa socken på Hisingen, och en vid Skräppekärr på Hisingen. Båda de avgiftsbelagda linjerna anlöpte området vid Slakthusen, strax öster om staden, och anlades av Fredrik Lindqvist från Bäckebol. Färjorna hade plats för både hästar och vagnar.

### Förslaget 1812
År 1812 ritade J.P. Wassborg en bro med två vindbryggor och trottoar för de gående. Den 1 953 alnar långa bron skulle förbinda Kvillebäcken med Lilla Bommen. Men trots långa och intensiva diskussioner bland stadens beslutsfattare, ledde förslaget ingen vart. Läget var felaktigt menade någon i en insändare 1814.

## Ångspårväg, förslag
Ett förslag väcktes 1892 om att bygga en ångspårväg över Hisingen, från Göteborg vid Hisingsbron utmed Kvillebäcken till Kornhalls färja vid Nordre älv. Längden var 14 kilometer utom 850 meter sidospår och med en spårvidd av 0,8 meter samt vägskenor utan slipers. Syftet skulle vara att underlätta tillförseln till Göteborg av lantmannaprodukter från Hisingen, att möjliggöra för göteborgarna att ha sommarbostäder på ön, att göra förbindelsen med sjukhuset på Hisingen lättare, med mera. Koncessionsansökan inlämnades av landshövdingen, greve Gustaf Snoilsky, lantbrukaren S. A. Hedlund, överläkaren på sjukhuset K. Wickström och ingenjör Frid. Schaumann. Kostnaderna beräknades till 342 000 kronor eller 24 000 kronor per kilometer. En järnväg, Bohusbanan, byggdes några år senare i en liknande sträckning och vidare norrut över Nordre älv.

## Galleri

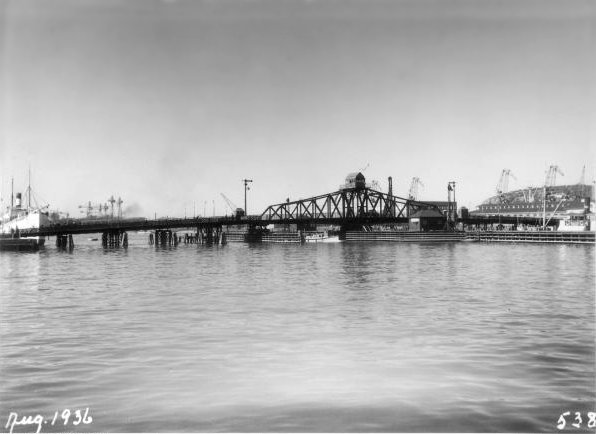
Hisingsbron i augusti 1936.
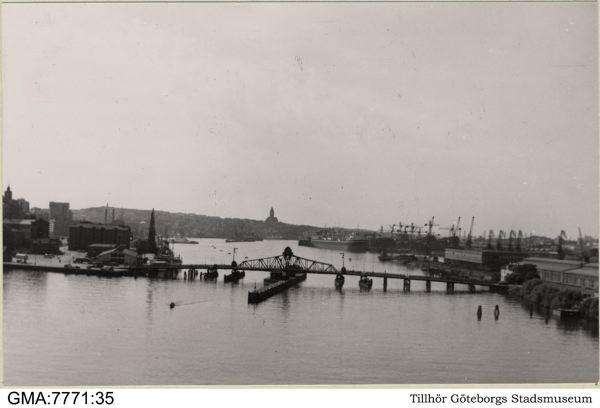
Hisingsbron sedd från Göta Älvbron i augusti 1939
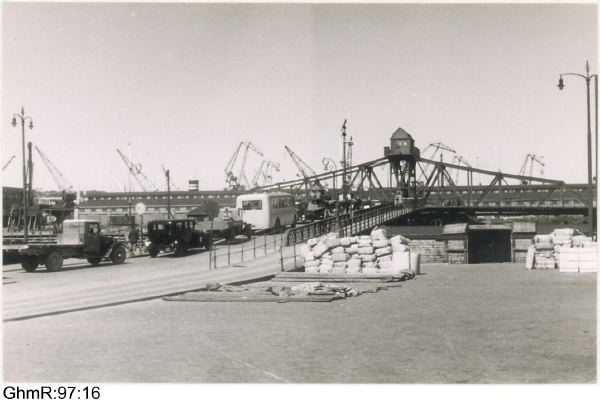
Kö vid broöppning 1934.
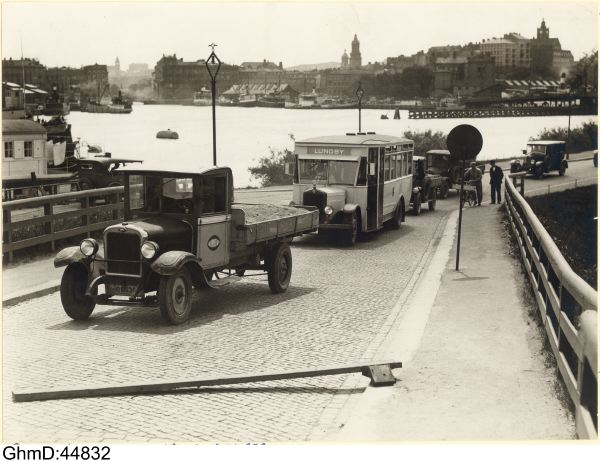
Frihamnsviadukten i juni 1929.